# Афанасий Никитин
Афана́сий Ники́тин (первая половина XV века, Тверь — около 1475, под Смоленском) — русский путешественник, писатель, тверской купец, автор знаменитых путевых записей, известных под названием «Хожение за три моря». Одним из первых среди средневековых европейцев (после Никколо Конти) достиг Индии (за 30 лет до португальского мореплавателя Васко да Гамы).

## Биография
О происхождении и жизни Афанасия Никитина почти ничего не известно. Вероятно, он родился в Твери в первой половине XV века и к 1460-м годам имел уже достаточно богатый опыт дальних торговых поездок.
Совершил путешествие в 1468—1474 годах (датировка Л. С. Семёнова, ранее И. И. Срезневским датировалось 1466—1472 годами) по Персии, Индии (Делийский султанат) и Турции (Османская империя); составил описание этого путешествия в книге «Хожение за три моря». Это было первое в русской литературе описание не паломничества, а коммерческой поездки, насыщенное наблюдениями о политическом устройстве, экономике и культуре других стран. Сам Никитин называл своё путешествие грешным. Исследователь Борис Успенский описывал путешествие как акт антипаломничества.
Никитин отправился в путь из Твери: «Пошёл я от Спаса святого златоверхого с его милостью, от государя своего великого князя Михаила Борисовича Тверского, от владыки Геннадия Тверского и от Бориса Захарьича».
В Нижнем Новгороде Афанасий две недели ожидал Хасан-бека, посла ширваншаха, и продолжил путешествие с ним. Ограбленные астраханскими татарами в устье Волги, Никитин и другие купцы, сопровождавшие посла, не могли возвратиться; назад, вверх по реке, их не пропустили. Они отправились на двух судах в Дербент, и во время бури меньшее судно разбилось о берег у города Тарки, и кайтаки взяли всех в плен.
По прибытии в Дербент Афанасий бил челом московскому послу, подьячему Василию Папину, и послу ширваншаха Хасан-беку, чтобы они поспособствовали освобождению пленённых от кайтаков. Хасан-бек ездил к Булат-беку просить. По просьбе Булат-бека ширваншах послал к своему шурину, князю кайтаков Халил-беку, письмо, по которому пленных освободили. Потом Афанасий и другие русские ездили к ширваншаху в ставку с просьбой профинансировать их возвращение на Русь, но он в просьбе отказал.
Затем Никитин писал: «А я пошёл в Дербент, а из Дербента в Баку». Однако он ошибся в расчёте:
Налгали мне псы-бусурманы, наговорили, что всякого нашего товара там много, а вышло, что нет ничего на нашу землю, все товар белый на бусурманскую землю, перец да краски — это дёшево, но зато пошлины большие да на море разбойников много.
Обманувшись в надеждах относительно торговых выгод, Никитин отправился в Иран, а оттуда через Ормуз и Маскат в Индию, взяв с собой жеребца на продажу. Перепродажа этого жеребца в конце концов обошлась ему в убыток: наложил на нём 68 футунов, то есть «остался в накладе». О других целях поездки он прямо не сообщает, однако А. Г. Бобров отмечает высокую степень сходства между приведённым в «Хожении» списком пряностей, продающихся в Кожикоде («Келекотъ»), и «Чином мироварения» Ефросина Белозерского. Учитывая, что после падения Константинополя в 1453 году русской церкви требовалось собственное производство этого сложного состава, можно предположить, что одной из целей Афанасия был поиск соответствующих специй.
В Чунере хан взял у меня жеребца и, узнавши, что я не бусурманин, а русский, стал говорить: «И жеребца отдам, и тысячу золотых дам, стань только в нашу веру магометанскую; а не станешь в нашу веру, то и жеребца возьму, и тысячу золотых на голове твоей возьму» — и сроку дал 4 дни, в госпожинки на Спасов день. Но Господь Бог смиловался на свой честный праздник, не отнял от меня, грешного, своей милости, не повелел погибнуть в Чунере с нечестивыми; накануне Спасова дни приехал Магмет Хоросанец; я к нему с челобитьем, чтоб похлопотал обо мне, и он поехал к хану и отпросил меня, чтоб в свою веру меня не обращали, и жеребца моего у хана взял. Таково Господне чудо на Спасов день! Братья русские христиане! Кто хочет идти в Индейскую землю, тот оставь веру свою на Руси, закричи: Магомет! — и ступай в Индостанскую землю.
Отсюда можно предположить, что у Афанасия были влиятельные знакомые в Индии и Персии.
В своей книге Никитин описывает и красоту южной природы, и богатство землевладельцев и вельмож, пышность дворцов их, и бедность сельского населения, и нравы, и облик жителей Индии:
Познакомился я со многими индусами (на языке того времени — индеянами), — говорит Никитин, — и объявил им о своей вере, что я не бусурманин, а христианин, и они не стали от меня скрывать ни об еде своей, ни о торговле, ни о молитвах и жён своих от меня не прятали; я расспросил всё об их вере, и они говорят: веруем в Адама, а Бут — это Адам и род его весь. Вер в Индии всех 84 веры, и все веруют в Бута, а вера с верою не пьёт, не ест, не женится.
И тут есть Индейская страна, и люди все ходят наги, а голова не покрыта, а груди голы, а власы в одну косу заплетены, а все ходят брюхаты, а дети родятся на всякий год, а детей у них много. А мужики и жонкы все нагы, а все черны. Яз куды хожу, ино за мною людей много, да дивуются белому человеку…

В основном Афанасий путешествовал по территории Бахманийского султаната, но, по-видимому, также сопроводил паломников-индуистов на празднование Махашиваратри во враждебную этому исламскому государству Виджаянагарскую империю. Индуистскую святыню, названную им просто «Первоть», И. Минаев в 1881 году отождествил с храмом Парвати на берегу реки Кистны. По мнению же А. Г. Боброва, это место находится слишком близко от бахманидской столицы Бидара, а месячному путешествию оттуда скорее соответствует храм Махабалешвар в Гокарне, на западном побережье Индии.
Никитину было сложно вдали от христианского мира:
О благоверные христиане! Кто во многие земли часто плавает, тот во многие грехи впадает и веры лишается христианской. Мне, рабу Божию Афанасию, сгрустнулось по вере: уже прошло четыре Великих поста, четыре Светлых воскресенья, а я, грешный, не знаю, когда Светлое воскресенье, когда пост, когда Рождество Христово и другие праздники, ни середы, ни пятницы; книг у меня нет: когда меня пограбили, то и книги у меня взяли; я с горя пошёл в Индию, потому что на Русь мне было не с чем идти, не осталось товару ничего. Уже прошло четыре Светлых воскресенья в бусурманской земле, а христианства я не оставил: дальше Бог ведает, что будет. Господи, Боже мой! На тя уповах, спаси мя! Пути не знаю, как выйти из Индостана; везде война! А жить в Индостане — всё истратишь, потому что у них всё дорого: я один человек, а по два с половиною алтына в день издерживаю, вина и сыты не пью.
В связи с присутствием в «Хожении» арабско-персидской лексики и мусульманских молитв (в частности, заключительного текста из Корана) обсуждался вопрос о том, не принял ли Афанасий в Индии ислам. Ряд исследователей (например, Г. Ленхофф) считали его «отступником», в то время как Я. С. Лурье полагал, что следует доверять собственным словам Никитина о сохранении им православия, так как в случае если бы он был обрезан во время своих скитаний, он едва ли отправился бы домой на Русь, где ему угрожала бы смерть за перемену веры.
Наконец Никитин выбрал путь домой — через Персию и Трапезунд к Чёрному морю и далее в Кафу (Феодосию) и через Подолию и Смоленск. До дома он, однако, так и не добрался, а умер в дороге под Смоленском (на территории Великого княжества Литовского) осенью 1474 года. В 1475 году благодаря его спутникам, московским купцам, его рукопись оказалась у московского дьяка Василия Момырёва, и текст её был внесён в Летописный свод 1489 года, продублирован в Софийской II и Львовской летописях. Также сохранились записки Никитина в Троицком сборнике XV века. Текст, вошедший в летопись, был подвергнут сокращению; более полный текст (но сильнее отредактированный составителем) имеется в Троицком сборнике.
В новое время записки были обнаружены Н. М. Карамзиным в архиве Троице-Сергиевого монастыря (г. Сергиев Посад) в составе Троицкого сборника. Карамзин опубликовал отрывки в 1818 году в примечаниях к VI тому «Истории государства Российского». Полностью сочинение опубликовал П. М. Строев в 1821 году в издании Софийской II летописи. 
Много вопросов возникает по поводу цели путешествия Афанасия Никитина. По мнения С. Е. Кутейникова, целью путешественника был поиск пути в Рай Земной, который на средневековых картах изображался островом у берегов Индии.

## Города, которые посетил Афанасий Никитин
Список:
- Калязин
- Углич
- Кострома
- Плёс
- Нижний Новгород
- Казань
- Орда
- Услан
- Сарай
- Берекезан
- Хазтарахан
- Тархи
- Дербенть (дважды)
- Шемахея
- Бака
- Чебокар
- Сара
- Амиль
- Димовант
- Рей
- Кашень (дважды)
- Наин
- Ездея (дважды)
- Сырчан
- Таром
- Лар (дважды)
- Бендерь (дважды)
- Гурмыз (дважды)
- Мошкат (дважды)
- Дег
- Конбат
- Чувиль
- Паль
- Умрь
- Чунерь
- Бедерь (дважды)
- Первоть
- Кольберг (дважды)
- Кулонгерь (дважды)
- Райчуру
- Коилконда
- Аладин (дважды)
- Дабыль
- Шираз
- Эберку
- Исфахан
- Кум
- Сава
- Сольтанио
- Тебриз
- Эрзинджан
- Трабзон
- Вона
- Платана
- Балаклава
- Гурзуф
- Кафа
- Киев
- Могилёв
- Орша

## Афанасий Никитин в названиях
- подводная гора Афанасия Никитина в Индийском океане (минимальная глубина над вершиной — 1549 м, координаты: 3°00′ ю. ш. 83°00′ в. д.HGЯO), открытая советскими учёными в 1961 году на основании исследований в 31-м и 33-м рейсах НИС «Витязь»[12][13][14][15];
- улица Афанасия Никитина — в городе Кожикоде, штат Керала, Республика Индия[16].
- улица Никитина — в городе Московском Новомосковского административного округа города Москвы;
- набережная Афанасия Никитина — в Твери[17];
- переулок Афанасия Никитина — в Феодосии[18];
- улица Афанасия Никитина — в Феодосии[19];
- улица Афанасия Никитина — в Чебоксарах;
- улица Афанасия Никитина — в Одессе;
- круизный трёхпалубный теплоход «Афанасий Никитин»;
- «Афанасий Никитин» — Airbus A320 ОАО Аэрофлот-Российские Авиалинии бортовой номер VP-BQU[20];
- «Афанасий» — пиво, которое производится в Твери с 1994 года; на этикетке изображён купец[21];
- 26 февраля 1994 года в честь Афанасия Никитина назван астероид 4605 Nikitin, открытый в 1987 году астрономом Людмилой Черных.

## Афанасий Никитин в кинематографе
В 1958 году вышел советско-индийский фильм «Хождение за три моря» (совместное производство киностудий Мосфильм и Найа Сансар), роль Афанасия Никитина сыграл Олег Стриженов.

## Памятники
- В 1955 году в Калинине (ныне Тверь) был поставлен памятник (скульпторы Сергей Орлов, А. П. Завалов, архитектор Григорий Захаров. Бронза, гранит).
- В 2002 году открыли памятник в индийском посёлке Ревданде (штат Махараштра)[22] (координатор проекта — директор Российского центра науки и культуры в Мумбаи вице-консул Д. Е. Челышев).
- В июле 2008 года памятник был поставлен в Феодосии (бывшей Кафе) (скульптор — Валерий Зенонович Замеховский).